# 2001 Mars Odyssey
Mars Odyssey 2001 Orbiter – sonda kosmiczna wysłana 7 kwietnia 2001 w kierunku Marsa przez NASA w ramach programu Mars Exploration Program. Pojazd wszedł na orbitę wokół planety 24 października 2001 roku. Główną misją Odyssey jest poszukiwanie śladów wody i lodu wodnego na i pod powierzchnią Marsa oraz badanie aktywności wulkanicznej. Po osiągnięciu głównych celów, NASA zaaprobowała wydłużenie misji do sierpnia 2006 roku. Obecnie statek kontynuuje badania naukowe oraz utrzymuje łączność między Ziemią a łazikiem Curiosity.

## Cele misji
- mapowanie ilości i rozkładu pierwiastków chemicznych i minerałów na powierzchni Marsa oraz morfologii powierzchni
- poszukiwanie skupisk wodoru, mogącego wchodzić w skład zamarzniętej wody w podpowierzchniowych warstwach marsjańskiej gleby
- rejestrowanie promieniowania na niskiej orbicie marsjańskiej, w celu ocenienia ryzyka ewentualnych misji załogowych

## Opis misji

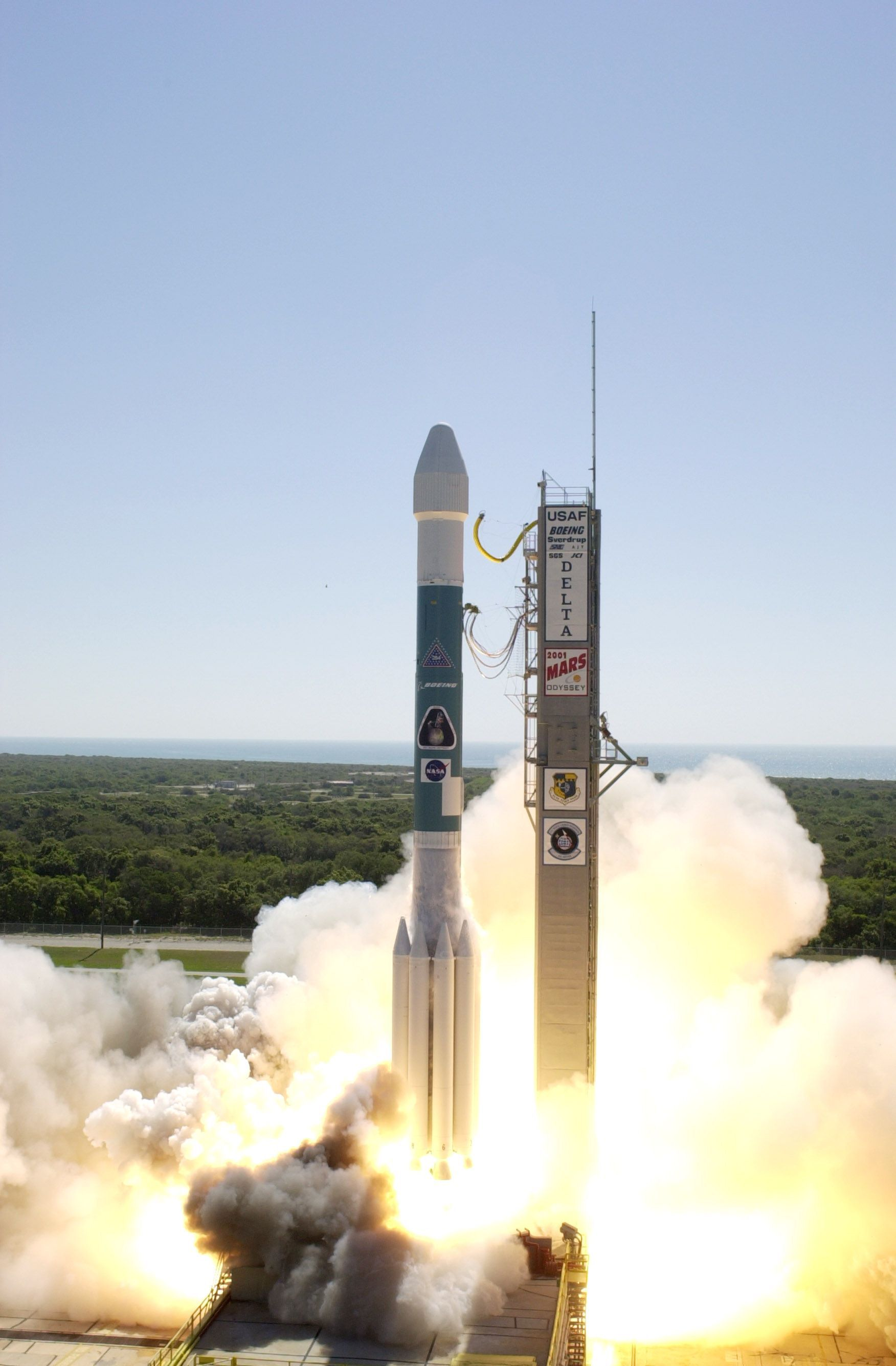
Moment startu rakiety nośnej Delta 2-7425 z sondą Mars Odyssey

2001 Mars Odyssey to pozostałość po programie Mars Surveyor 2001, w ramach którego pierwotnie zakładano wysłanie dwóch oddzielnych statków: orbitera i lądownika. Misję lądownika odwołano w ramach reorganizacji programu Mars Exploration Program. Orbitera przemianowano na 2001 Mars Odyssey, w ramach hołdu składanego Arthurowi C. Clarke’owi i jego dziełu „2001: Odyseja kosmiczna”. Statek został zbudowany przez Lockheed Martin Space Systems i laboratoria Jet Propulsion Laboratory. Konstrukcja w znacznej mierze oparta została na planach sondy Mars Climate Orbiter.

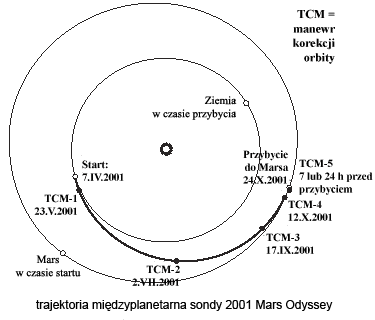
Trajektoria i manewry orbitalne sondy 2001 Mars Odyssey

Sonda wykonała serię manewrów przed wejściem na docelową orbitę marsjańską:
- okołoziemska orbita parkingowa, od 7 kwietnia 2001 (15:12 UTC): 195 × 215 km; 52°
- okołosłoneczna orbita transferowa, od 7 kwietnia 2001 (15:24 UTC): 10,982 × 1,384 au; 3,05°
- ucieczka z ziemskiego pola grawitacyjnego, 10 kwietnia 2001 (ok. 19:00 UTC)
- zbliżenie do Marsa: 24 października 2001 (02:26 UTC)
- eliptyczna orbita przechwytująca oraz hamowanie atmosferyczne, od 24 października 2001 do 11 stycznia 2002: 272 × 26 818 km; 93,42° (peryareum nad północnym biegunem Marsa)
- korygowanie orbity, od 11 do 30 stycznia 2002: 201 × 500 km (w styczniu 2002)
- polarna orbita docelowa, 30 stycznia 2002: 400 × 400 km, 2 h; 90°

Statek dotarł do Marsa 24 października 2001. Orbitę przechwytującą osiągnął odpalając główny silnik na 19,7 min. Następnie poprzez regularne, okresowe wchodzenie w wyższe partie atmosfery Marsa, sonda wyhamowywała i zacieśniała orbitę zbliżając ją coraz bardziej do kołowej. Manewr hamowania atmosferycznego pozwolił na zaoszczędzenie około 200 kg paliwa. Główna misja sondy trwała 917 dni (do lipca 2004). Obecnie 2001 Mars Odyssey wykonuje misję rozszerzoną, w tym służy za istotny element komunikacji między Ziemią a łazikami działającymi na powierzchni planety. Sonda transmitowała ok. 85% wszystkich danych nadsyłanych przez łaziki MER.
Misja 2001 Mars Odyssey otrzymała również (jako jedyna w historii) własną oficjalną muzykę towarzyszącą. Jest nią symfonia chóralna „Mythodea”, napisana przez Vangelisa.
Misja kosztowała 297 milionów USD, w tym opracowanie i zbudowanie statku oraz instrumentów naukowych – 165 mln USD, wystrzelenie – 53 mln USD, kontrola misji i przetwarzanie danych naukowych – 79 mln USD.

## Budowa sondy

### Konstrukcja

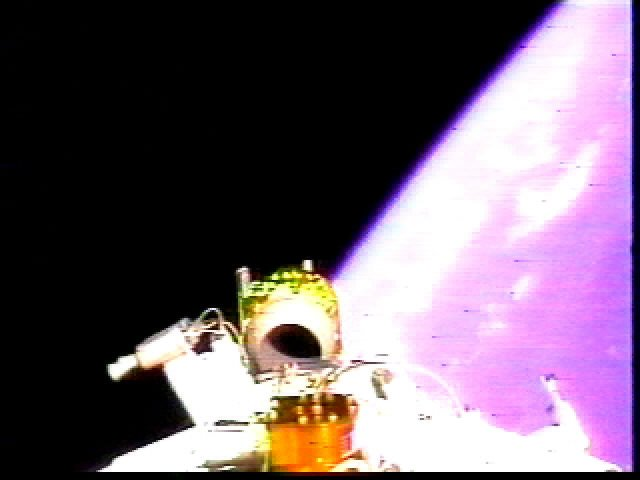
Oddzielenie się sondy Mars Odyssey od rakiety nośnej. Zdjęcie wykonane przez automatyczną kamerę umieszczoną na rakiecie. Kamery takie umieszcza się tylko z wyjątkowych powodów lub okazji.

Korpus statku jest wykonany głównie z aluminium i tytanu. Użycie tytanu (lekkiego, ale drogiego metalu) podyktowane było chęcią uzyskania mniejszej masy ogólnej bez zmniejszania wytrzymałości statku. Większość systemów statku jest zdublowana (główny wyjątek: karta pamięci przyrządu THEMIS). Korpus dzieli się na dwie zasadnicze części. Pierwszą – moduł napędowy – zawierającą zbiorniki paliwa i silniki. Drugą – moduł wyposażeniowy – składającą się z pokładu przyrządów i pokładu naukowego. Korpus waży 81,7 kg.
Właściwa kontrola temperatury wewnątrz statku (różnej dla różnych urządzeń) jest utrzymywana poprzez zestawy grzejników, chłodnic, farb termicznych, żaluzji i materiałów izolacyjnych. Podsystem kontroli termicznej waży 20,3 kg.
Sonda posiada również pewną liczbę układów ruchomych (mechanicznych). Część z nich związana jest z anteną dużego zysku. Trzy urządzenia chwytno-zwalniające utrzymywały antenę w pozycji złożonej podczas startu, podróży na Marsa i hamowania atmosferycznego. Gdy statek znalazł się na orbicie pozwalającej zbierać dane naukowe, antena została zwolniona i rozłożona dzięki elektrozawiasom. Pozycja anteny może być zmieniana w dwóch płaszczyznach, co umożliwia jednoczesne odbieranie danych z Marsa i nadawanie w kierunku Ziemi bez zmiany pozycji całego statku. Cztery kolejne urządzenia chwytno-zwalniające obsługiwały panele ogniw słonecznych. One również posiadają układ kierowania o dwóch stopniach swobody. Pojedyncze urządzenie chwytno-zwalniające sterowało sześciometrowym wysięgnikiem przyrządu GRS. Wszystkie układy mechaniczne Odyssey ważą 24,2 kg.

### Obsługa komend i danych

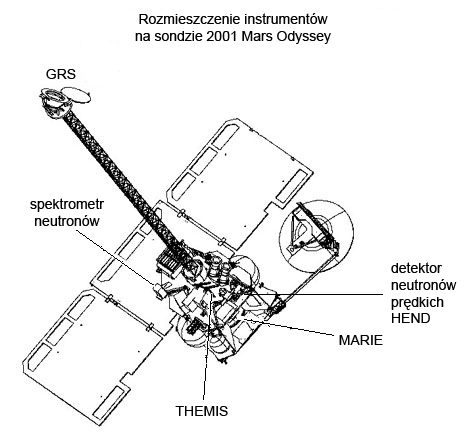
Rozmieszczenie instrumentów na sondzie Mars Odyssey

Wszystkie operacje informatyczne wykonuje komputer RAD6000 – uodporniona na promieniowanie wersja procesora PowerPC. Posiada on 128 MB pamięci RAM oraz 3 MB nieulotnej pamięci danych mogącej gromadzić dane nawet przy braku zasilania. Układ obsługi komend i danych waży 11,1 kg.
Sonda komunikuje się z Ziemią przez układ łączności mikrofalowej (pasmo X). Korzysta on z ruchomej anteny dużego zysku (średnica 1,1 m; układ Cassegraina, moc 15 W). Po stronie Ziemi łączność obsługuje Deep Space Network. System łączności UHF (fale ultrakrótkie) służy do komunikacji ze znajdującymi się na powierzchni Marsa łazikami Opportunity i Curiosity. Podsystem telekomunikacji waży 23,9 kg.

### Zasilanie
Zasilania statkowi dostarcza akumulator niklowo-wodorkowy o pojemności 16 Ah. Ładowany jest on poprzez zestawy ogniw słonecznych, opartych na arsenku galu (GaAs). Moc maksymalna ogniw to 1500 W. Na orbicie okołomarsjańskiej – 750 W. Powierzchnia ogniw – 7 m². Oprócz oprzyrządowania sondy, prąd pobierają również silniki wychyleniowe anteny dużego zysku i paneli słonecznych oraz elektrozawory systemu napędowego. Układ zasilania elektrycznego waży 86 kg.

### Napęd
Układ napędowy statku składa się z zestawu małych silniczków – przyspieszaczy i z silnika głównego. Przyspieszacze są używane do utrzymywania pozycji sondy oraz do manewrów korygowania orbity. Silnik główny służył do umieszczenia sondy na orbicie Marsa. Silnik główny jest na paliwo dwuskładnikowe: naftę (hydrazynę) i czterotlenek azotu (utleniacz). Ma ciąg 65,3 kg. Cztery przyspieszacze wytwarzają ciąg 100 gramów każdy. Kolejne cztery, używane do obrotu statku, mają ciąg 2,3 kg każdy. Układ napędowy waży 49,7 kg.
Napędem kieruje układ kierowania, nawigacji i kontroli. Określa on i utrzymuje pozycję sondy. Składa się z trzech par czujników (dwie zapasowe). Czujnik Słońca określa położenie Słońca – jest czujnikiem zapasowym względem kamery gwiazdowej. Dane o położeniu wyliczane są na podstawie obserwacji kamery gwiazdowej i uzupełniają informacje zbierane przez inercyjny system kontroli położenia – cztery stabilizatory żyroskopowe (trzy główne, jeden zapasowy). Sonda Odyssey jest stabilizowana w trzech osiach. Podsystem kierowania, nawigacji i kontroli waży 23,4 kg.

## Instrumenty

### THEMIS

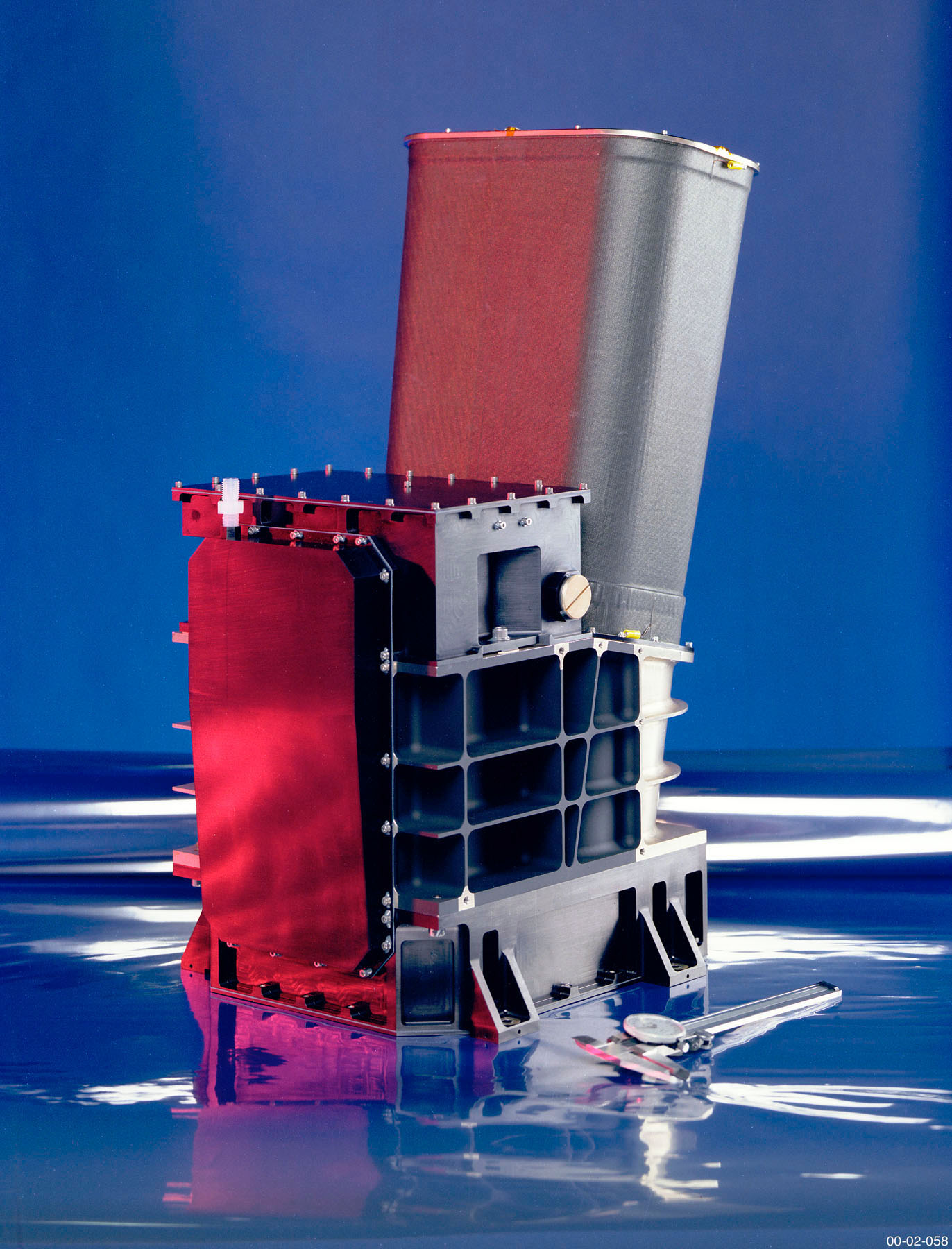
Thermal Emission Imaging System, THEMIS

Thermal Emission Imaging System (THEMIS – System Obrazujący [oparty na] Emisji Termicznej) – składa się ze spektrometru obrazującego termiczną podczerwień i z kamery o wysokiej rozdzielczości. Przyrząd ma za zadanie mapować mineralogię i morfologię powierzchni Marsa. THEMIS ma wymiary: 54,5 × 37 × 28,6 cm. Układ optyczny stanowi teleskop trójlustrzany (f/1,7; apertura efektywna 12 cm; ogniskowa 20 cm). Światło skupiane jest na czujniku zakresu widzialnego i podczerwieni (poprzez podzielnik wiązki). Detektor podczerwieni jest matrycą mikrobolometrów (320 × 240) o polu widzenia 4,6 × 3,5 stopnia. Jego pasmo pracy (6,6–15 μm) jest podzielone na 9 zakresów (środek zakresu; szerokość pasma w nawiasach): 6,62 μm (1,01 μm); 7,88 μm (1,09 μm); 8,56 μm (1,18 μm), 9,3 (1,18 μm), 10,11 μm (1,10 μm), 11,03 μm (1,19 μm), 11,78 μm (1,07 μm), 12,58 μm (0,81 μm), 14,96 μm (0,86 μm). THEMIS ma rozdzielczość około 100 m/piksel. Czujnik światła widzialnego ma matrycę krzemową, 1024 × 1024, o polu widzenia 2,9 stopnia. Rozdzielczość przyrządu wynosi 18 m/piksel. Pasmo czułości jest podzielone na 5 podzakresów (środek zakresu): 423; 553; 652; 751 i 870 nm. Wszystkie zakresy mają szerokość 50 nm. Pełen odczyt matrycy trwa ok. 1,3 s. THEMIS waży 11,2 kg i zużywa 14 W energii elektrycznej.

### GRS

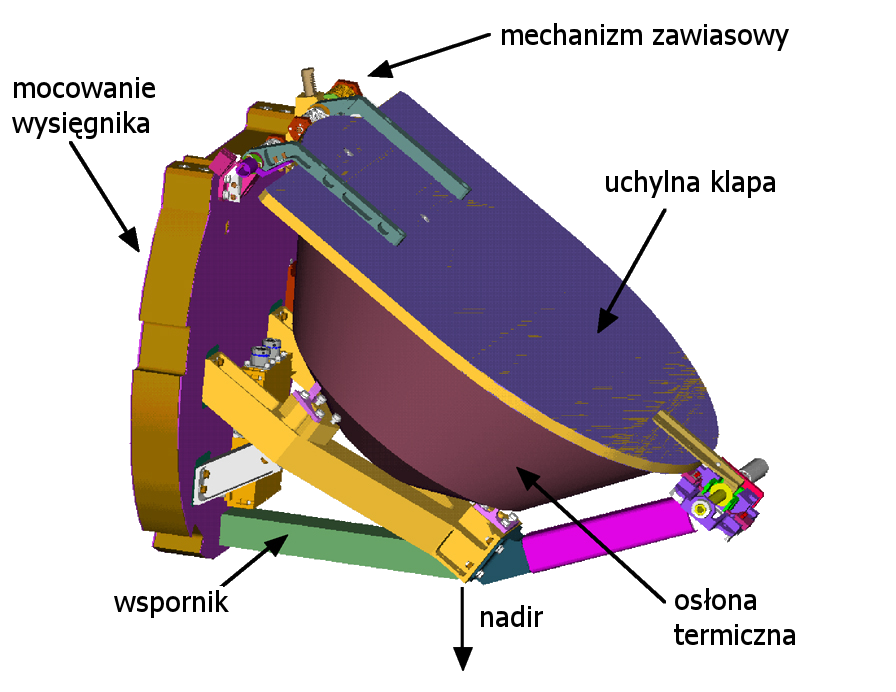
Schemat przyrządu GRS

Gamma Ray Spectrometer (GRS – Spektrometr Promieniowania Gamma) wykonuje obserwacje powierzchni Marsa w promieniach gamma. Na podstawie tych obserwacji będzie wyznaczany skład marsjańskiego gruntu, skład lodowych czap polarnych i budowa stratygraficzna warstw przypowierzchniowych gruntu. GRS będzie wykonywał również obserwacje błysków gamma. GRS to spektrometr emisyjny składający się z diody germanowej o wysokiej czystości i z detektora z ciałem stałym. Dioda jest spolaryzowana wstecznie (3000 V), a jej prąd upływu jest mniejszy niż 1 nA. Prąd wytwarzany w diodzie przez błyski gamma, jest wzmacniany przez przedwzmacniacz. Urządzenia chłodzące utrzymują temperaturę czujnika na poziomie 90 K. GRS został zamontowany na końcu 6,2-metrowego wysięgnika. Instrument ma kształt miskowaty (46 cm średnicy w najszerszym miejscu). Pole widzenia wynosi 144 stopnie. Rozdzielczość przestrzenna GRS wynosi ok. 300 km. Dodatkowymi czujnikami są dwa detektory neutronów mające wykrywać skupiska wodoru. Jeden z czujników mierzy neutrony prędkie, termiczne i epitermiczne. Drugi – tylko neutrony prędkie. GRS waży 30,5 kg i zużywa 32 W energii.

### MARIE

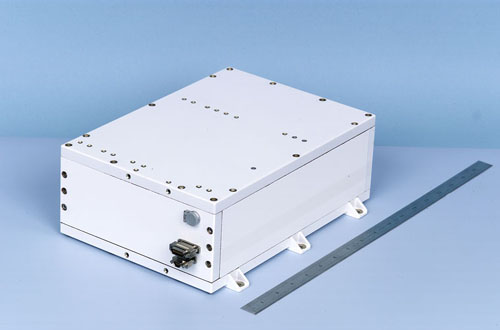
Martian Radiation Environment Experiment, MARIE

Martian Radiation Environment Experiment (MARIE – Eksperyment Promieniowania Środowiska Marsjańskiego) jest spektrometrem cząstek energetycznych, zaprojektowanym do badania promieniowania jonizującego w kosmicznym sąsiedztwie Marsa. MARIE bada promieniowania o energiach w zakresie 0,1 keV/nukleon – 1500 keV/nukleon, uwzględniając oddzielne wkłady protonów, neutronów i cząstek HZE. Spektrometr składa się z dwu zestawów pozycjoczułych detektorów (24 × 24; każdy o wymiarach 2,5 × 2,5 cm) i dwóch detektorów krzemowych (2,5 × 2,5 cm). Zapasowymi czujnikami są dwa liczniki proporcjonalne (1,78 × 1,78 cm), jeden licznik proporcjonalny energii całkowitej (Total Energy Proportional Counter TEPC), i jeden licznik proporcjonalny CPC (Charged Proportional Counter). Na pokładzie umieszczono trzy źródła promieniotwórcze: dwa źródła emitujące promieniowanie alfa (o aktywności 0,9 mCi), i jedno źródło torowe. Dane są zapisywane w 60 MB pamięci Flash. Dziennie przysyłanych jest ok. 8 Mbitów danych. Cały przyrząd ma wymiary 10,2 × 17,8 × 29,2 cm, waży 3,3 kg i zużywa 7 W energii elektrycznej. Pole widzenia wynosi 56 stopni, a zakres pomiarowy jest podzielony na 512 kanałów.
W sierpniu 2001 roku okazało się, że instrument MARIE nie odpowiada podczas rutynowych przesyłań danych. W efekcie został wprowadzony w stan uśpienia. Przyrząd udało się uruchomić w marcu 2002. Od 13 marca nadsyła dane naukowe. Brak możliwości skutecznego działania wykazała kamera szukacza gwiazd. Okazało się, że wpada do niego zbyt dużo przypadkowego światła.